# Maurin Kiribati Parti
Maurin Kiribati Parti – centrowa partia polityczna z Kiribati. Od 2003 roku często była w koalicji rządzącej z Pillars of Truth. Jej lider, Nabuti Mwemwenikarawa był ministrem finansów i rozwoju ekonomicznego, a w 2012 roku wielu członków weszło w skład nowego gabinetu.
Liderami partii byli Nabuti Mwemwenikarawa i Banuera Berina.
29 stycznia 2016 roku połączyła się z Karikirakean Te I-Kiribati tworząc nową partię - Tobwaan Kiribati Party.

## Wyniki wyborów
- W wyborach w 2007 roku pięciu członków MKP dostało się do parlamentu, choć oficjalnie startowali jako kandydaci niezależni.[1]
- W wyborach prezydenckich w 2007 roku lider partii, Nabuti Mwemwenikarawa, zajął drugie miejsce, zdobywając 33,4% wszystkich głosów.[4]
- W 2011 roku MKP zdobyła 3 miejsca w wyborach parlamentarnych.[5]
- W wyborach prezydenckich w 2012 roku kandydat partii, Rimeta Beniamina, zajął trzecie miejsce, zdobywając 22,8% głosów.[6]